# Милорад Драгичевич
Милорад Драгичевич (серб. Milorad Dragičević, нар. 6 жовтня 1904, Белград  — пом. 7 грудня 1975, там само) —  югославський футболіст, що грав на позиції нападника. Відомий виступами за клуб БСК, а також національну збірну Югославії. 

## Клубна кар'єра
Є вихованцем белградського футбольного клубу «Югославія», у якому грав до 1923 року. Недовго виступав також у клубі «Ядран» (Белград).
У 1924 році приєднався до команди БСК. Грав найчастіше на позиції лівого крайнього нападника. Відзначався хорошою технікою, а також дуже сильним і влучним ударом. У 1927 і 1929 роках ставав з командою переможцем чемпіоном Белграда. Найсильніші команди регіональних ліг отримували змогу позмагатись за звання чемпіона Югославії. Наприкінці 20-х років БСК стабільно боровся за нагороди чемпіонату, завдяки чому Драгичевич здобував срібло у 1927 році, а також бронзу у 1928 році. 
У 1927 і 1928 роках брав участь у складі своєї команди в матчах Кубку Мітропи, престижного турніру для провідних команд Центральної Європи. Обидва рази белградський клуб вибував на першій стадії змагань, поступаючись угорським командам «Хунгарія» (2:4, 0:4) і «Ференцварош» (0:7, 1:6) відповідно. Милорад брав участь у трьох із чотирьох матчах своєї команди. 
Рано завершив кар’єру гравця через травму. Після війни працював у футбольній федерації Югославії. 
| Дата       | Місто   | Господарі | Результат | Гості   | Турнір                  | Голи | Примітки        |
| ---------- | ------- | --------- | --------- | ------- | ----------------------- | ---- | --------------- |
| 03.10.1926 | Загреб  | Югославія | 2 – 3     | Румунія | Кубок короля Олександра | -    |                 |
| 06.05.1928 | Белград | Югославія | 3 – 1     | Румунія | Кубок короля Олександра | -    | Капітан команди |
| Усього     |         | Матчів    | 2         |         | Голів                   | 0    |                 |

## Трофеї і досягнення
- Срібний призер чемпіонату Югославії: 1927
- Бронзовий призер чемпіонату Югославії: 1928
- Чемпіон футбольної асоціації Белграда: 1927, 1929
- Переможець Кубка короля Олександра: 1927
- Срібний призер Кубка короля Олександра: 1926
- Найкращий бомбардир Кубка короля Олександра: 1927 (3 голи)